# Schloss Traun

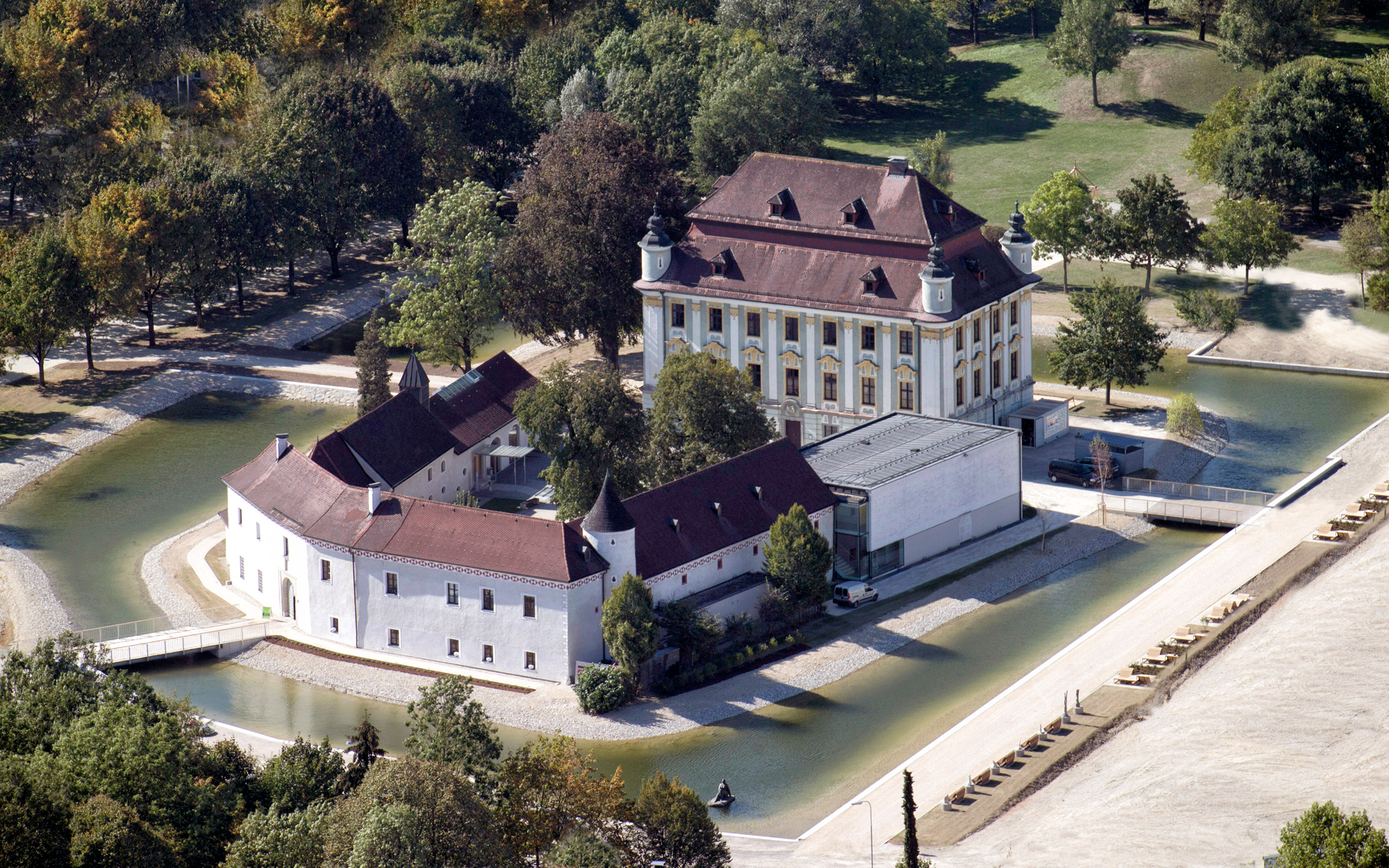
Schloss Traun

Das Schloss Traun ist eine Schlossanlage in der oberösterreichischen Stadt Traun (Schloßstraße 8).

## Geschichte

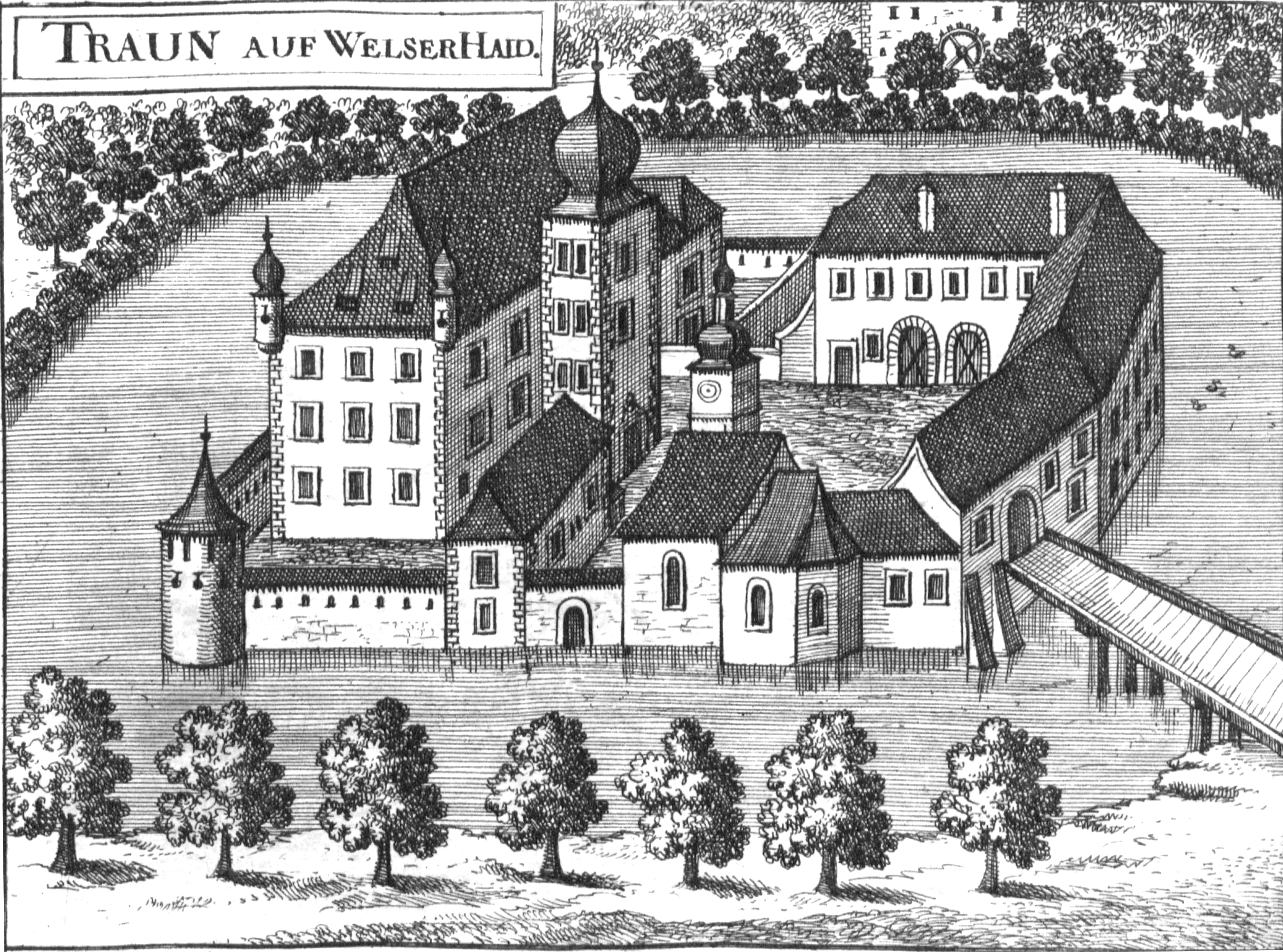
Traun auf Welser Haid, Stich von Georg Matthäus Vischer, 1674

### Besitzgeschichte
Die erste Nennung der Wasserburg erfolgte um das Jahr 1120 (1111) mit B(P)ernhard de Trune. Die Trauner waren ein edelfreies Geschlecht, das sogar zu den sogenannten „Apostelgeschlechtern“ zählte, dann aber in die Ministerialität der Otakare, später der Babenberger und schließlich ab 1246 der Bischöfe von Passau abgestiegen ist. Ursächlich dafür dürfte die Rücknahme von Lehen oder eine Heirat zur „ärgeren Hand“, d. h. einer nicht standesgemäßen Heirat, gewesen sein. Die Brüder Wernhard und Dietrich von Traun waren bereits Ministeriale. Bis 1630 blieben sie im Besitz ihrer Stammburg. Dann musste Sigmund Adam von Traun, verehelicht mit Eva von Pollheim, wegen seines protestantischen Bekenntnisses seine Herrschaft an Werner t‘Serklaes von Tilly, einem Neffe des Feldherrn Johann T’Serclaes von Tilly, der bereits die Herrschaft von Schloss Tillysburg erworben hatte, verkaufen. Diesem gelang es, das Lehensband zu lösen und Traun zu einem freien Eigen umzuwandeln. Sigmunds katholischer Sohn Ernst von Traun (1608–1668) konnte nach einem langen Prozess 1664 wieder in den Besitz von Schloss und Herrschaft Traun kommen.
Nach der kaiserlich bestätigten genealogischen Anknüpfung an die Grafen von Abensberg folgte 1653 die Erhebung in den Reichsgrafenstand durch Kaiser Ferdinand III. unter dem Namen Abensperg und Traun. Diese Familie ist bis heute im Besitz des Schlosses Traun.

### Baugeschichte
Das heutige Gebäude im Stil der Renaissance wurde vermutlich in der zweiten Hälfte des 16. Jahrhunderts von Otto († 1572) und Otto Bernhard von Traun († 1605) erbaut. Ein Brand von 1620 verursachte einigen Schaden. Früher hatte es noch einen vierkantigen Turm besessen, der noch an einem fensterlosen Teil der Außenfront zu erahnen ist. Wie auf dem Stich von Georg Matthäus Vischer zu erkennen ist, war das Schloss von einer Mauer mit Rundtürmen umschlossen, die eine Verbindung zu den beiden Seitenflügeln darstellten und das Schloss allseits gegen den umliegenden Teich abschlossen. Die Gestaltung der barocken Schauseite stammt von 1725.
Bereits im 19. Jahrhundert litt das Schloss stark, da es nicht mehr der Hauptwohnsitz der Besitzer war und nur durch Pfleger verwaltet wurde. 1884 schüttete man den Schlossteich zu; die Vorgebäude und sogar das Herrenhaus wurden Zinswohnungen. Das Schloss Traun wurde auch im Zweiten Weltkrieg durch einen abgeschossenen amerikanischen Flieger stark beschädigt. Dabei wurde der nordwestliche Turm völlig zerstört.
Seit 1956 haben Renovierungsarbeiten eingesetzt, sodass sich die Anlage heute in einem sehr guten Zustand befindet. Bei den Renovierungen wurden die Rollschlitze einer Zugbrücke, gotische Fenster in der Kapelle und Kratzputzornamente am Vorschloss und an der Umfassungsmauer freigelegt. 1961 wurden die Fassaden des Torgebäudes neu gebaut.

## Schloss Traun heute

### Schloss

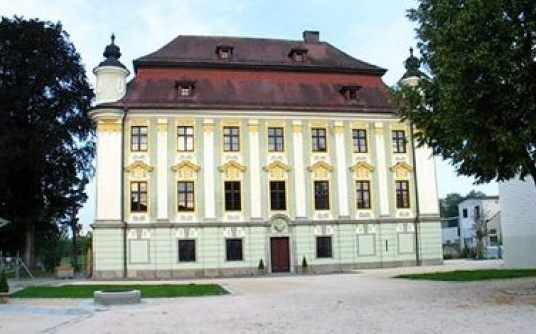
Schloss Traun von Osten

Das Schloss Traun ist eine dreigeschoßige und achtachsige Anlage mit kleinen Ecktürmchen. Den Eingang zum Herrenhaus bildet ein rundbogiges Granitportal. Das Schloss wird von einem doppelt gewalmten Dach bedeckt.

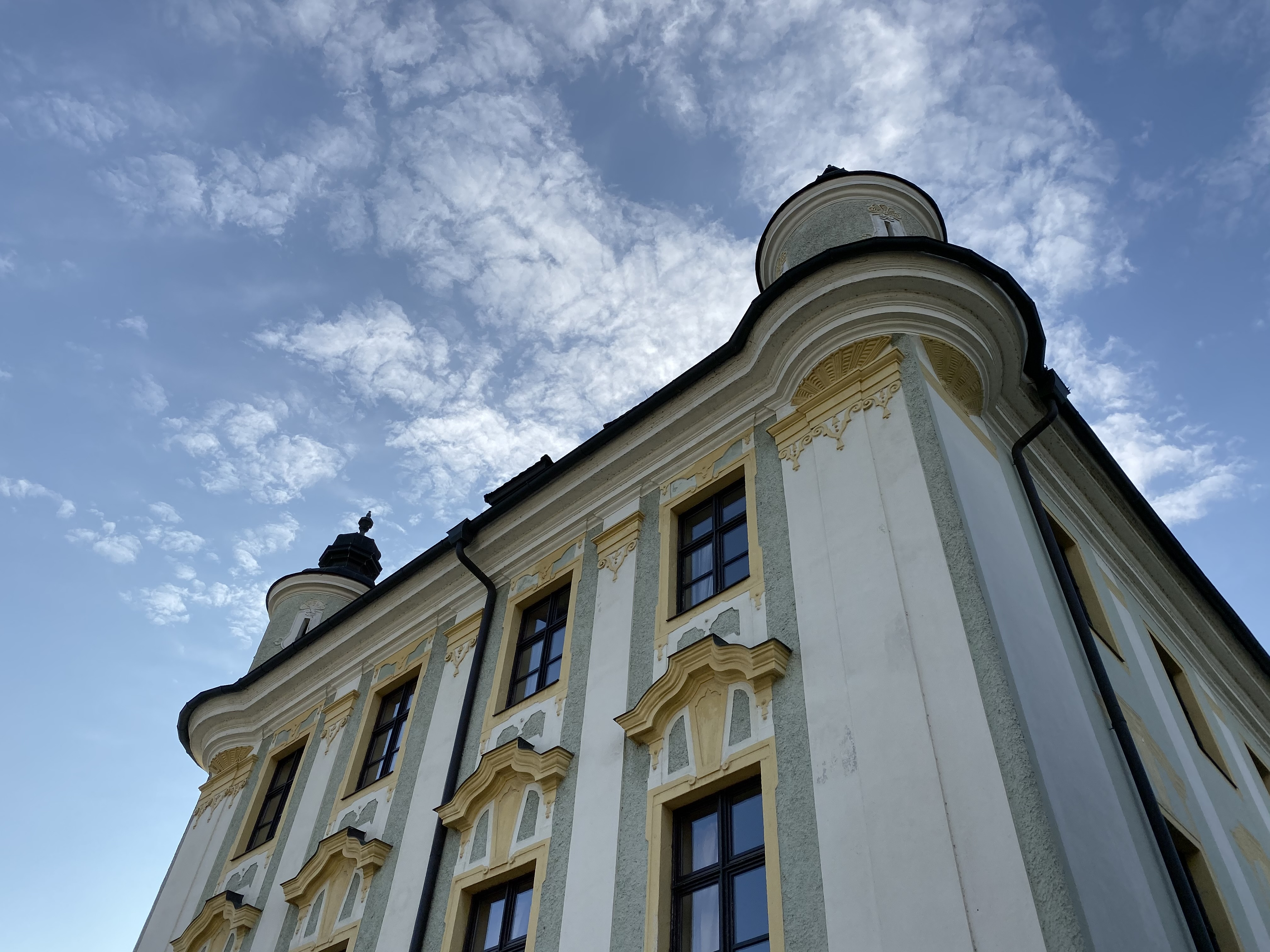
Herrenhaus Nahaufnahme

Den Zugang bildet eine Vorburg mit Eingangstor (die vermutliche ursprüngliche Burganlage) und einer Kapelle. Der mit einem Rundturm versehene Torbau steht heute schräg zum Zugangsweg, da der früher bestehende Wassergraben aufgefüllt und die nicht mehr benötigte Brücke abgebrochen wurde.
Von dem Torbau gehen zwei Seitenflügel ab:
- der rechte ist ein ehemaliger Wirtschaftstrakt (Brauhaus aus dem 17. Jahrhundert im Nordflügel des Schlosses; die Brauerei war bis 1851 aktiv, dann wurden die Betriebsräume zu Wohnungen umgebaut),
- links steht ein mit dem Tortrakt verbundenes Häuschen, in dem die Sakristei der anschließenden Kapelle untergebracht ist.

Diese Seitenflügel umschließen einen großen, baumbestandenen Hof.

### Schlosskapelle
Die Schlosskapelle zur hl. Margaretha wurde 1363 durch Hans von Traun und seine Gattin Dorothea erbaut. Die Kapelle war bis 1624 während der Reformationszeit zirka 80 Jahre lang ein protestantisches Gotteshaus. 1788 entstand nach der Auflassung der Kirche St. Dionysen in Traun aus der Kapelle die erste Pfarrkirche. Im 19. Jahrhundert ist die Kapelle mit Bauschutt aufgeschüttet worden, um hier Wohnungen einzubauen. Auch wurden eine Zwischendecke im Altarraum eingezogen und der barocke Stuck im Langhaus abgeschlagen. Die Wandmalereien wurden durch den Einbau von Fenstern, von Zwischenmauern und einer Dachbodenstiege teilweise zerstört oder übermalt.

## Nutzung

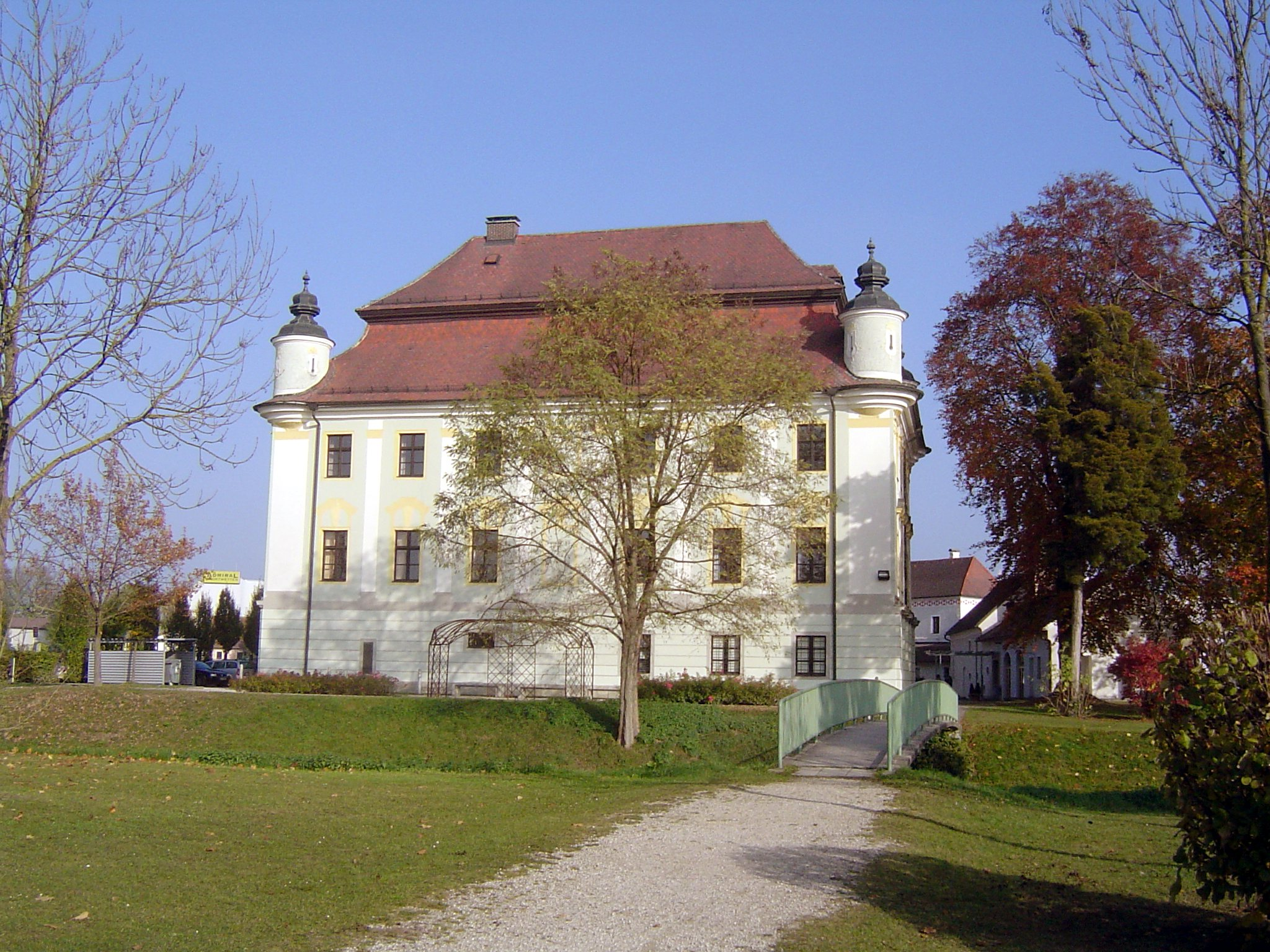
Schloss Traun von Westen

Die Schlossanlage ist an das Land Oberösterreich verpachtet und wird für Kulturveranstaltungen genutzt. In der Ringmantelanlage des Schlosses befindet sich das Heimatkundemuseum von Traun.